# 劉寯
劉寯（？—1546年），字振道，號華巖，江西撫州府崇仁縣人，民籍。明朝政治人物。

## 生平
劉寯正德二年（1507年）与兄劉最同領丁卯科江西鄉試舉人，正德九年（1514年）成甲戌科三甲第九十二名進士，獲授直隶祁门县知县，兼摄婺源县事，陞任刑部主事，歷郎中，尝上疏争論大禮議沒有回應，外調為辽阳分守道参议，不久辭官回鄉，他為人友愛兄弟、敦厚誠實，以古代道行自持，归田四十年，嘉靖二十五年丙午仲冬廿九日卒。著有《一斑集》、《剰语》等书，人称华严先生。

## 家族
曾祖劉子繹；祖父直庵公劉璲，曾任湖州府通判；父素軒公劉崇，曾任棗陽教諭。前母熊氏、盧氏；母楊氏。慈侍下。兄劉最，礼科给事中；弟劉案，福建僉事；劉宴。
娶李氏，生一子劉二南。